# أليكس فورسيث
أليكس فورسيث (بالإنجليزية: Alex Forsyth)‏ (29 سبتمبر 1928 في المملكة المتحدة - 30 مارس 2020) هو لاعب كرة قدم بريطاني في مركز جناح ‏. لعب مع نادي ستيرلينغشير الشرقية ولينليثغو روز ‏ ونادي ألبيون روفرز ودارلينجتون إف سى.

## وصلات خارجية
- أليكس فورسيث على موقع قاعدة بيانات كرة القدم.إي يو (الإنجليزية)